# Rudno (Gdańsk)

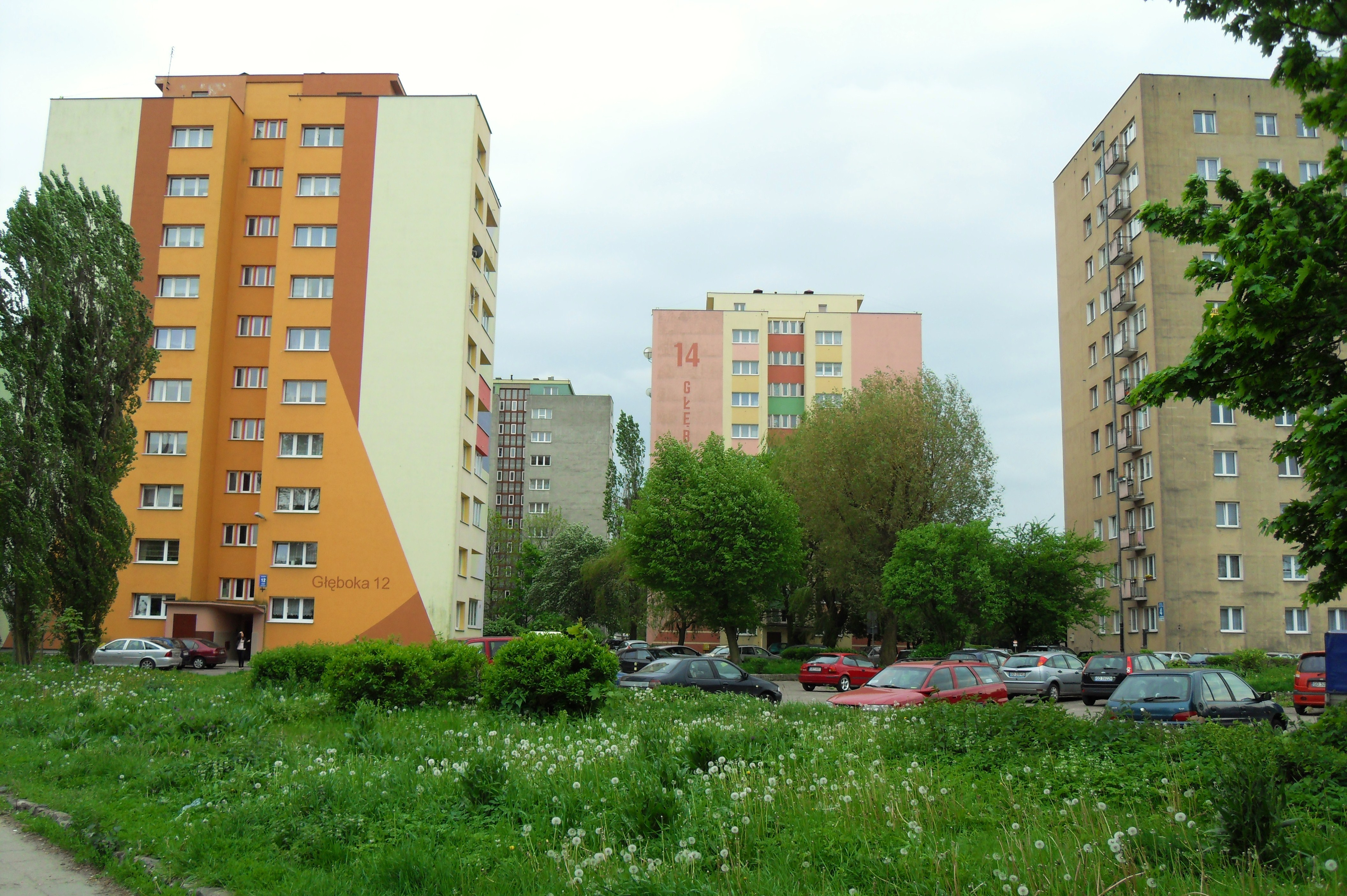
Rudno

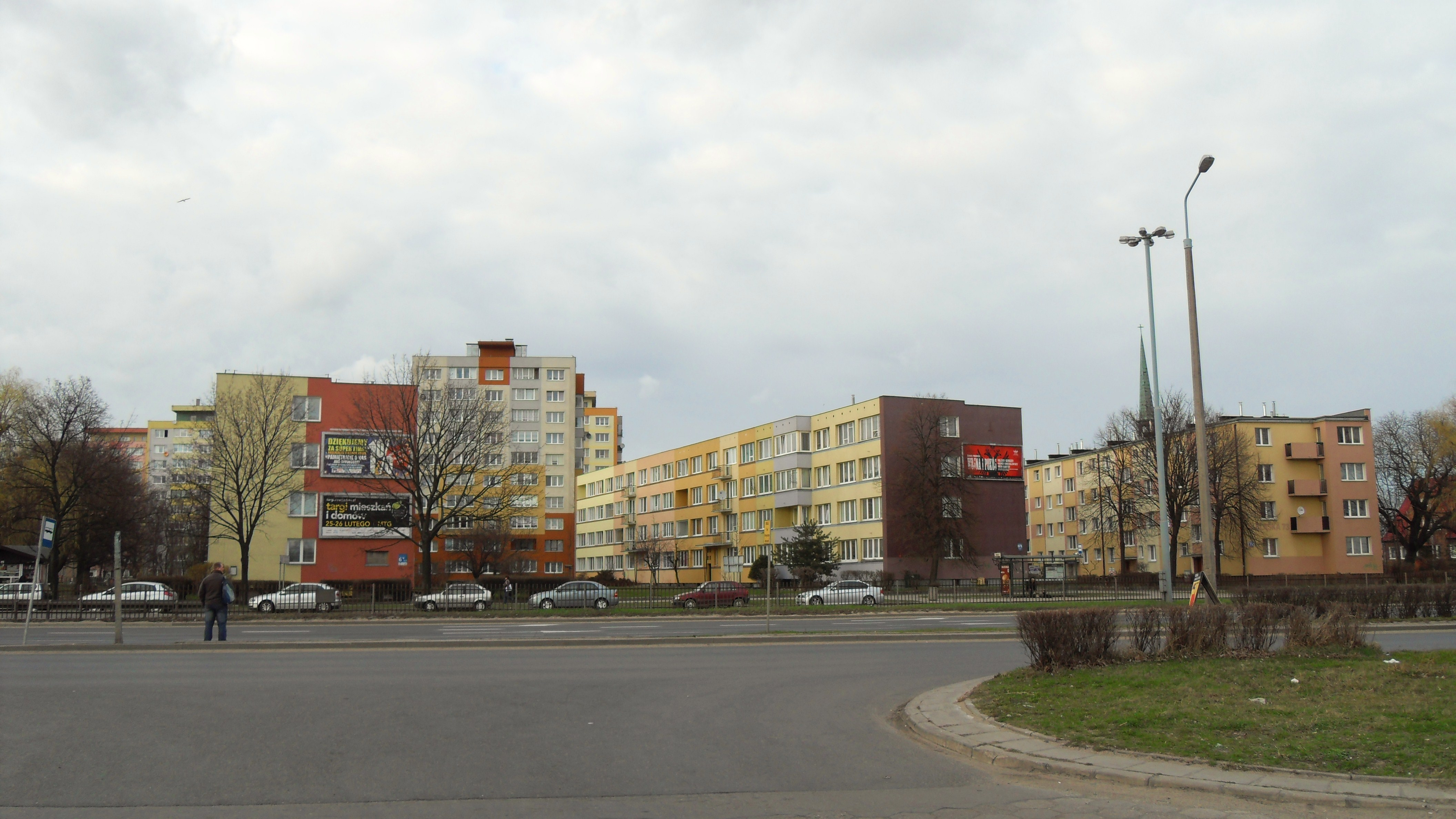

Rudno (deutsch Kneipab) ist ein Stadtteil von Danzig in Polen. Er gehört administrativ zum Stadtbezirk Śródmieście („Stadtmitte“). Das innerhalb der Stadtbefestigung gelegene Dorf Kneipab kam 1814 zur Stadt Danzig.

## Lage
Rudno liegt im Osten des Stadtbezirks Śródmieście, östlich des Stadtteils Długie Ogrody (Langgarten). Im Osten wird Rudno durch den „Umfluter“ der Motława (Mottlau) begrenzt. Das historische Kneipab (polnisch Knipawa) war eine Siedlung vor den Danziger Bastionen und Stadttoren.

## Geschichte

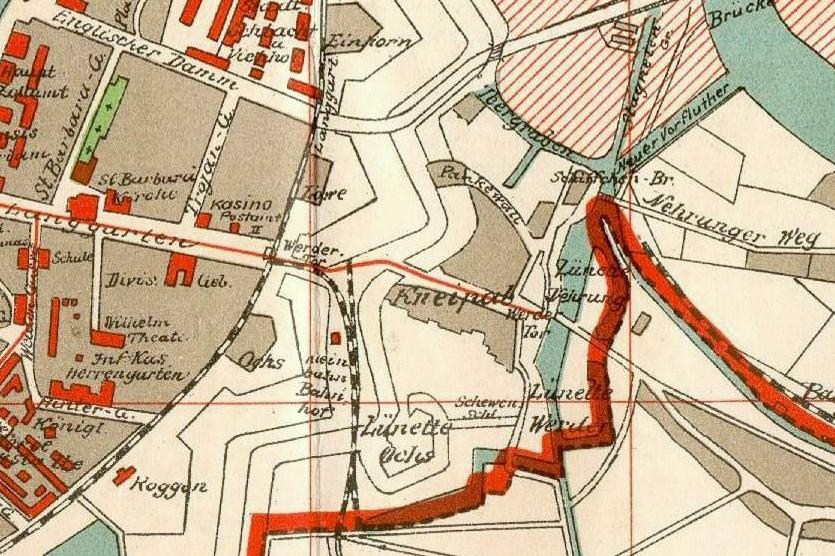
Kneipab auf dem Stadtplan von 1912

Kneipab erscheint 1643 urkundlich als Kniepaff/Kniepab und 1671 als Kneiphof sowie Knipawa. Es war ein Dorf des Bauamts östlich der Vorstadt Langgarten. Beim Bau der Festungsanlagen und Wälle im 17. Jahrhundert kam  es vor den Bastionen Ochs, Löwe sowie Einhorn, den Stadttoren Werder- (auch Elbinger Tor) sowie Langgarter Tor (1628 errichtet; Brama Żuławska) und dem doppelten Wassergraben zu liegen. Kneipab wurde seinerseits durch ein Werder Tor und die Außenwerke der Festung, die Lünetten Ochs, Werder und Nehrung, geschützt. Mit einer Fläche von 25 Hektar und 38 Parzellen hatte es keine Entwicklungsmöglichkeiten innerhalb der Befestigungsanlagen. Die Bewohner hielten Kühe, die auf den zugehörigen Wiesen weideten.
Die Hansestadt Danzig kam im Jahr 1793 durch die Teilung Polens zum Königreich Preußen. Nach dem Abzug der napoleonischen Besatzung wurden 1814 Kneipab und eine Reihe weiterer Vororte in die Stadt eingemeindet. Mit der Entfestigung der Stadt seit 1893 wurden die Wälle niedergelegt und die Wassergräben zwischen Langgarten und Kneipab verfüllt. Bis zum Beginn des 20. Jahrhunderts war der Ort noch von kleinen, niedrigen Gebäuden geprägt. Zwischen 1904 und 1914 wurden die Hauptstraße Kneipab und der Pankewall neubebaut. Von Bedeutung war die Anlage des Danziger Kleinbahnhofs der Westpreußischen Kleinbahnen, der von 1905 bis 1974 im Westen von Kneipab bestand.

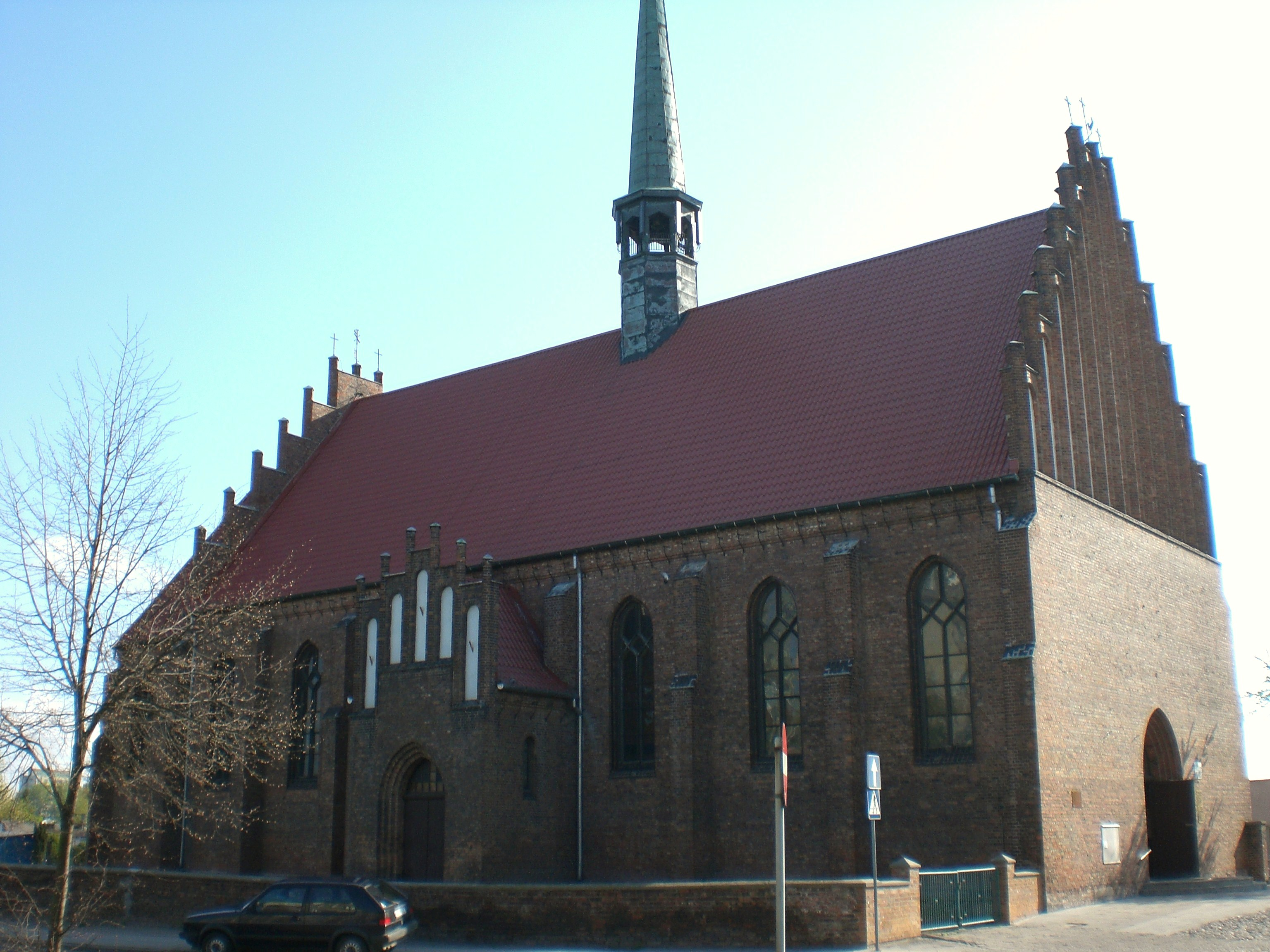
Kościół Matki Boskiej Bolesnej – Liebfrauenkirche

In der Zeit der Freien Stadt Danzig wurden 1925 die Straßenbahn durch die Breitenbachstraße (ulica Siennicka) geführt und der Anschluss an die Kanalisation vollzogen. Die Straßen wurden aus- oder neugebaut und der Englische Damm (ulica Angielska Grobla) verlängert. Die weitere Entwicklung begann mit dem Bau einer Schule und der katholischen Liebfrauenkirche (Kościół Matki Boskiej Bolesnej), die 1928 geweiht wurde. Im Bereich der ehemaligen Bastion Ochs wurden 1925 die Kampfbahn Niederstadt (Stadion MOSiR bzw. GKS Wybrzeże) und 1926 sowie 1929 zwei städtische Schwimmbäder für erfahrene Schwimmer und den Schwimmunterricht von Jugendlichen errichtet. Die Kampfbahn wurde im Rahmen der Danziger Turn- und Sportwoche am 2. August 1925 eröffnet.
Im Jahr 1945 erhielt Kneipab den polnischen Namen Rudniki. Die Stadtverwaltung war überzeugt, dass der Name Kneipab bzw. Knipawa eine sumpfige Insel bedeutete. (vgl. Kneiphof in Königsberg). „Kneif ab“ kann jedoch auch durch die abgetrennte Lage entstanden sein. Drei Jahre später erfolgte die Umbenennung in Rudno. Der östlich anschließende Stadtbezirk Bürgerwiesen jenseits der Motława erhielt den Namen Rudniki.
In der Zeit der Volksrepublik Polen wurde im Rahmen der Stadtentwicklung 1958 die Wohnsiedlung Głębokie  mit sechs elf- und vier vierstöckigen Gebäuden geplant. Der Bau wurde durch einen riesigen Bombenkrater behindert. Nach der Fertigstellung im Juli 1962 wurde die Siedlung offiziell nach den Verteidigern der polnischen Post (Osiedle im. Obrońców Poczty Polskiej) benannt. Sie umfasst 432 Wohnungen, einen Kindergarten, einen Pavillon für Gewerbe und Dienstleistungen sowie ein eigenes Heizwerk.
Die 1991 noch als Policja Miejska gegründete Straż Miejska (Stadt- bzw. Ordnungspolizei) erhielt 1998 ihr Hauptquartier in der ulica Elbląska 54/60 (Kneipab).

## Verkehr
Die ehemalige Straße Kneipab ist heute als Teil der Woiwodschaftsstraße DW501 eine bedeutende Ausfallstraße. Sie verbindet den Ostteil der Stadt Danzig mit dem Fernstraßennetz und der Frischen Nehrung. Die Siennicka führt über die Johannes-Paul-II.-Brücke zur Wyspa Portowa („Hafeninsel“, auch Vordernehrung).
Durch die 1927 eröffnete Linie von Kneipab zum Badestrand in Heubude (Stogi) ist Rudno weiterhin an das Danziger Straßenbahnnetz angebunden. Die Linie 8 führt vom Strand in Jelitkowo (Glettkau) über den Hauptbahnhof nach Stogi. 